# Gehyra versicolor
Gehyra versicolor (східна деревна дтелла) — вид геконоподібних ящірок родини геконових (Gekkonidae). Ендемік Австралії.

## Поширення і екологія
Східні деревні дтелли поширені від долини Муррея на півночі Вікторії на північ і схід через Квінсленд і Новий Південний Уельс до Великого Вододільного хребта, на захід до більшої частини Південної Австралії, за винятком півдня і заходу півострова Ейр та Великої пустелі Вікторія, та на північ до південної і центральної Північної Території. Вони живуть Вони живуть в різноманітних природних середовищах, в тріщинах серед скель, на деревах і будівлях. Живляться комахами і павуками, відкладають яйця.